# Emanuel Herold
Emanuel Herold (* 28. Dezember 1986 in Karl-Marx-Stadt) ist ein deutscher Politiker (Bündnis 90/Die Grünen). Er ist seit 2023 Mitglied der Bremischen Bürgerschaft.

## Leben
Herold legte 2005 am Johann-Wolfgang-von-Goethe-Gymnasium in seiner Heimatstadt Chemnitz das Abitur ab. Anschließend leistete er Zivildienst am Klinikum Chemnitz. Von 2006 bis 2010 studierte er Philosophie, Anglistik und Amerikanistik an der Universität Greifswald. Er schloss das Studium mit dem Bachelor of Arts ab. Von 2010 bis 2013 studierte er Gesellschaftstheorie an der Friedrich-Schiller-Universität Jena und der University of Warwick. Er schloss das Studium mit dem Master of Arts ab. Von 2014 bis 2018 war er wissenschaftlicher Mitarbeiter am SOCIUM der Universität Bremen. 2019 wurde er an der Universität Hamburg zum Dr. phil. promoviert. Von 2018 bis 2019 war er für die Europaabgeordnete Helga Trüpel tätig. Von 2019 bis zu seinem Einzug in die Bürgerschaft 2023 war er Fachreferent der Grünen-Fraktion in der Bremischen Bürgerschaft.
Herold lebt in Bremen.

## Politik
Herold ist seit 2018 Mitglied bei Bündnis 90/Die Grünen. Von 2017 bis 2019 engagierte er sich bei Pulse of Europe. Seit 2019 ist er Mitglied der Europa-Union Deutschland. Zudem ist er Mitglied der Heinrich-Böll-Stiftung in Bremen.
Herold trat bei der Bürgerschaftswahl in Bremen 2019 auf Listenplatz 27 seiner Partei im Wahlbereich Bremen an, verpasste jedoch den Einzug ins Parlament.
Bei der Bürgerschaftswahl 2023 trat Herold auf Listenplatz 10 seiner Partei im Wahlbereich Bremen an und zog in die Bürgerschaft ein.
Bei der Bundestagswahl 2025 kandidierte Herold auf Platz 5 der Landesliste der Bremer Grünen, verfehlte jedoch den Einzug in den Bundestag.

## Bücher
- Europa jetzt! Eine Ermutigung. Mit Oskar Negt, Tom Kehrbaum und Ulrike Guérot. Steidl Verlag, Göttingen 2018, ISBN 978-3-95829-431-8.
- Utopien in utopiefernen Zeiten. Zukunftsdiskurse am Ende der fortschrittlichen Moderne. Wallstein Verlag, Göttingen, 2020, ISBN 978-3-8353-3806-7.